# Sur de Almería - Seco de los Olivos
Sur de Almería - Seco de los Olivos este o arie protejată (sit de importanță comunitară — SCI) din Spania întinsă pe o suprafață de 282.924,54 ha, integral marine.

## Localizare
Centrul sitului Sur de Almería - Seco de los Olivos este situat la coordonatele 36°38′49″N 2°30′03″W / 36.647°N 2.5009°V.

## Înființare
Situl Sur de Almería - Seco de los Olivos a fost declarat sit de importanță comunitară în decembrie 2014 pentru a proteja 2 specii de animale.

## Biodiversitate
Situată în ecoregiunile marină mediteraneană și mediteraneană, aria protejată conține 2 habitate naturale: Recifuri, Straturi cu Posidonia (Posidonion oceanicae).
La baza desemnării sitului se află mai multe specii protejate:
- mamifere (1): delfin mare (Tursiops truncatus)
- reptile (1): Caretta caretta

Pe lângă speciile protejate, pe teritoriul sitului au mai fost identificate 4 specii de mamifere, 53 de specii de nevertebrate, 14 specii de pești.